# 榎本美咲
榎本 美咲（えのもと みさき、1988年5月3日 - ）は、日本のAV女優。Bstar所属。

## 略歴
2017年1月、SODクリエイトの「本物人妻」レーベルの専属女優としてAVデビュー。
同年8月より同社の「SOD star」レーベルの専属となる。
バンビプロモーション所属のAV女優によるアイドルユニット「原宿☆バンビーナ」の活動再開に伴い、2018年より新メンバー（緑担当）として加入。
2018年8月3日、原宿☆バンビーナとしてTOKYO IDOL FESTIVALに初出演。
2018年11月をもって「SOD star」専属を離れ、2019年1月よりアタッカーズと溜池ゴロー専属女優となる。
2019年1月25日、所属事務所であるBstarの公式ツイッターで諸事情により活動を休止していること及び活動再開は未定であることが発表された。このため2月4日より再始動した原宿☆バンビーナには在籍するもののライブには不参加となった。同年8月25日に正式脱退を発表。

## 人物
東京都出身。趣味・特技はダンス、読書。
中学から大学まで女子校という環境で育つ。中学1年の頃からAVを見ていてAV女優になりたかったが、学生だったり結婚などで踏ん切りがつかず、結婚後にセックスレスとなったことから応募した。
23歳で結婚した夫（20歳年上）にはデビューを伝えておらず、AVを見ない人物で帰りも遅いので気づかれていない。例えバレて離婚になったとしてもAV女優を続けたいとしている。
『桃色♡ゲームチャンネル』で紹介されたアビリティは“乳首30秒イキ”。

## 作品

### アダルトビデオ
| 発売日   | タイトル | 規格   | 品番      | メーカー      | 備考 |
| 2017年   | 2017年 | 2017年 | 2017年    | 2017年        | 2017年 |
| -------- | --- | ------ | --------- | ------------- | --- |
| 1月19日  | SOD人妻レーベル史上最大のギャップ人妻 「私の本性見てください」 榎本美咲 28歳 AV Debut                                            | DVD    | SDNM-100  | SODクリエイト | |
| 2月16日  | 榎本美咲 28歳 第2章 密室ハメ撮り 連続絶頂3P 無限イカせ6P 旦那が仕事中の12時間ずーっとイキっぱなし連続絶頂SEX                     | DVD    | SDNM-102  | SODクリエイト | |
| 3月18日  | 榎本美咲 28歳 第3章 溢れる欲望と愛液を抑えきれず妻としての顔を捨て3度目の不貞 旦那以外のち○ぽに非日常の快楽を求める未体験4SEX    | DVD    | SDNM-105  | SODクリエイト | |
| 4月20日  | 榎本美咲 28歳 第4章 酔いに任せていつもより大胆に男を貪る 朝から晩までほろ酔いSEXデート3本番                                      | DVD    | SDNM-107  | SODクリエイト | |
| 5月18日  | SOD人妻レーベル史上最もスケベで美しい若妻 榎本美咲×前田可奈子 夢の共演 初めての大乱交+逆3Pで乱れ合う淫靡な密会                   | DVD    | SDNM-111  | SODクリエイト | 共演: 前田可奈子 |
| 6月15日  | SODロマンス×本物人妻レーベル もう一度、女として私を見て… 〜快楽を求める人妻の不貞淫欲物語〜                                      | DVD    | SDMU-629  | SODクリエイト | |
| 7月20日  | 榎本美咲 28歳 最終章 ガチ素人男性3名との思い出に残る人生最高のSEXで暴走する敏感ち○ぽを母性と愛液で優しく包み込む                 | DVD    | SDNM-116  | SODクリエイト | |
| 8月24日  | 榎本美咲 SODstar DEBUT! & 移籍即 中出し解禁                                                                                      | DVD    | STAR-807  | SODクリエイト | |
| 9月21日  | 最高にエッチで綺麗な榎本美咲がアナタの義姉になってラブラブ近親相姦生活                                                           | DVD    | STAR-818  | SODクリエイト | |
| 10月19日 | 無理矢理犯された若い男のチ○コが忘れられない不貞人妻 そして、夫の目の前で…                                                        | DVD    | STAR-833  | SODクリエイト | |
| 11月16日 | 榎本美咲×ドキドキ職場SEX バレそうな状況に興奮して… 仕事中にチ○ポを欲しがる誘惑ヤリたがり人妻ナースさん                           | DVD    | STAR-846  | SODクリエイト | |
| 12月7日  | 本物人妻9名の未公開プレミアムセックス+本物人妻11名のベストセックス 総集編 2枚組8時間                                             | DVD    | SDNM-132  | SODクリエイト | 他出演: 工藤まなみ、 五十嵐潤、 今井真由美、 前田可奈子、 中村唯、 大矢美由紀、 坂本すみれ、 高木千里、 矢口弘美、 立花優花 |
| 12月21日 | 生徒から慕われる美しい人妻ノーブラ女教師痴漢                                                                                     | DVD    | STAR-858  | SODクリエイト | |
| 2018年   | |        |           |               | |
| 1月25日  | 全身イクイク調教 乳首イキ87回・クリイキ94回・中イキ263回 総絶頂回数578回!                                                        | DVD    | STAR-870  | SODクリエイト | |
| 2月22日  | あなたの耳元で優しく淫語を囁く中出しメンズエステサロン                                                                           | DVD    | STAR-882  | SODクリエイト | |
| 3月21日  | 「エッッロ…!」日常で目にするエッロイ瞬間から夢の展開へ!                                                                          | DVD    | STAR-895  | SODクリエイト | |
| 4月26日  | イヤらしくジュポ音立てながら何度も舌なめずり唾液ダラダラ垂れ流し続ける特濃おフェラ                                               | DVD    | STAR-906  | SODクリエイト | |
| 5月24日  | 官能的調教 | DVD    | STAR-916  | SODクリエイト | |
| 6月21日  | 巧みな手コキで亀頭をこねくり回し男を悶絶させる誘惑女教師                                                                         | DVD    | STAR-929  | SODクリエイト | |
| 7月26日  | 日帰りで12発射精しちゃうヤリまくりイチャイチャ温泉旅行                                                                           | DVD    | STAR-943  | SODクリエイト | |
| 8月23日  | 榎本美咲 SNSレ○プ 得体の知れない粘着フォロワーに幸せな日々を壊された人気ママモデル                                               | DVD    | STAR-958  | SODクリエイト | |
| 9月20日  | 45日間禁欲してから1日中ヤリまくってもまだまだ満足できない貪欲中出し15発                                                          | DVD    | STAR-975  | SODクリエイト | |
| 10月25日 | 1泊2日で泊まりにきた嫁の友達にコソコソ淫語で誘惑され声をひそめて浮気寝取られSEX                                                  | DVD    | STAR-989  | SODクリエイト | |
| 11月22日 | いいなり温泉旅行 | DVD    | STARS-002 | SODクリエイト | |
| 2019年   | |        |           |               | |
| 1月7日   | あなた、許して…。 －思い出迷子 3－                                                                                               | DVD    | ADN-196   | ATTACKERS     | |
| 1月13日  | 人妻の妊娠危険日ばかりを狙う顔の見えないレイプ魔                                                                                 | DVD    | MEYD-457  | 溜池ゴロー    | |
| 2月7日   | マゾに目覚めた女 8 | DVD    | RBD-919   | ATTACKERS     | |
| 2月13日  | 本番なしのマットヘルスに行って出てきたのは隣家の高慢な美人妻。弱みを握った僕は本番も中出しも強要! 店外でも言いなりの性奴隷にした | DVD    | MEYD-468  | 溜池ゴロー    | |
| 3月13日  | 欲求不満な団地妻と孕ませオヤジの汗だく濃厚中出し不倫                                                                             | DVD    | MEYD-477  | 溜池ゴロー    | |

### アダルトVR
2017年
- アナルまでくっきり見える超至近距離おま○こドアップ顔騎オナニー（3月22日、SODクリエイト）
- 酔ったママ友たちのパンチラ飲み姿がエロすぎる！勃起してしまった僕に気づいて挑発誘惑見せつけオナニー（3月22日、SODクリエイト）共演:佐々木あき、前田可奈子、矢口弘美
- 白金セレブ超高級人妻サロン3Pコース 人妻ならではの濃厚密着ベロキス淫乱手コキに我慢出来ずに連続3発出し!（3月22日、SODクリエイト）共演;佐々木あき
- 友人夫婦と温泉旅行、自分の嫁と相手の旦那にバレないように囁き密着濃厚不倫SEX 2（3月22日、SODクリエイト）
- SOD本物人妻レーベル×SODVR 3D 最上級人妻美女たちと優しい囁き淫語と濃密焦らしチ○ポ責めハーレムSEXで暴発中出しスペシャル!（3月22日、SODクリエイト）共演:佐々木あき、前田可奈子、矢口弘美

### イメージビデオ
| 発売日   | タイトル                                | 規格   | 品番      | メーカー             | 備考   |
| 2017年   | 2017年                                  | 2017年 | 2017年    | 2017年               | 2017年 |
| -------- | --------------------------------------- | ------ | --------- | -------------------- | ------ |
| 3月16日  | Misaki 敏感人妻、淫らに乱れて…          | DVD    | REBD-225  | REbecca              |        |
| 3月16日  | Misaki 敏感人妻、淫らに乱れて…          | BD     | REBDB-211 | REbecca              |        |
| 12月15日 | Aphrodite                               | DVD    | AP-009    | ファインピクチャーズ |        |
| 12月15日 | Aphrodite                               | BD     | AP-009B   | ファインピクチャーズ |        |
| 2018年   |                                         |        |           |                      |        |
| 10月23日 | NUDE an affair わたしを異国へ連れ出して | DVD    | PRBY-056  | Precious Beauty      |        |
| 10月23日 | NUDE an affair わたしを異国へ連れ出して | BD     | PRBYB-056 | Precious Beauty      |        |

## 出演

### テレビ
- W女優おんせん #21,#22（2017年3月1日,4月9日、エンタメ〜テレ）共演:星咲伶美
- 阿部乃ちゃんねる（2017年4月2日、5月2日、エンタ!959）
- ダラケ! シーズン13 #6「アダルト大賞投票〆切ド直前!セクシー女優エロ攻撃で駆け込みSP!」（2018年1月25日、BSスカパー!）共演:あかね葵、彩奈リナ、五十嵐星蘭、栄川乃亜、波木はるか、蓮実クレア、美咲かんな、南梨央奈

### ウェブテレビ
- 桃色♡ゲームチャンネル（2018年2月22日,4月26日[9]、AbemaTVウルトラゲームス）[10]

### ラジオ
- とにかく明るい安村のとにかく丸裸!（文化放送）
  - 2017年2月10日,24日／3月17日,24日／6月24日,7月1日,24日／8月19日,26日,9月2日／10月14日,21日,28日

### 映画
- フェチづくし 痴情の虜（2018年3月30日公開、オーピー映画） - 「瀬田美夕」役 他出演:涼南佳奈、NIMO
- トーキョー情歌 ふるえる乳首（2018年10月19日公開、オーピー映画） - 「中山典子」役（主演）[11][12]
  - まん・なか You’re My Rock（2019年8月29日公開、オーピー映画）※トーキョー情歌～の一般公開編集版[13][14]

## 書籍

### 雑誌
- 週刊プレイボーイ 2017年3月20日号（集英社） - グラビア「35億パイ新人美巨乳AV女優」
- 週刊大衆 2017年4月3日号（双葉社） - グラビア「淫ら模様」
- 週刊大衆 2017年8月14日号（双葉社） - グラビア「熟女たちの全裸納涼祭」
- FLASH 2017年9月26日号（光文社） - グラビア「全員本誌初登場! 美熟女ヘアヌード新四天王」
- 週刊大衆 2017年10月16日号（双葉社） - グラビア
- アサヒ芸能 2017年12月14日号（徳間書店） - グラビア
- FLASH 2017年12月19日号（光文社） - 袋とじ「史上最強の人妻、発見。」
- 週刊実話 2018年1月4日号（日本ジャーナル出版） - グラビア「咲き乱れ」
- 週刊大衆 2018年1月29日号（双葉社） - グラビア「美熟女たちの脱ぎ初め」
- 週刊大衆 2018年2月12日号（双葉社） - グラビア
- 週刊大衆 2018年2月26日号（双葉社） - グラビア「熟女ヘアBEST7」
- 週刊大衆 2018年7月9日号（双葉社） - グラビア

### 写真集
- 蜜ぱら（2018年1月12日、竹書房、撮影:マキハラススム）ISBN 978-4801913288